# Sebastián Franquis
Sebastián Franquis Vera, né le 31 octobre 1961, est un homme politique espagnol membre du Parti socialiste ouvrier espagnol (PSOE).
Il est élu député de la circonscription de Las Palmas lors des élections générales de novembre 2011.

## Biographie

### Formation
Il réalise ses études supérieures à l'École sociale de Tenerife, dépendante du Centre d'études sociales de Las Palmas, dont il sort diplômé en relations du travail.

### Longue trajectoire au sein du PSOE
Initié au socialisme par son frère Francisco, il s'inscrit aux Jeunesses socialistes en 1977, âgé de 15 ans, peu après la légalisation des partis politiques et en est le secrétaire général entre 1979 et 1980. En 1978, il adhère au PSOE. Entre 1983 et 1986, il occupe les fonctions de secrétaire à l'Organisation du groupement de Las Palmas de Gran Canaria puis est élu, en 1987, vice-secrétaire général du PSOE de Grande Canarie, sous la direction de Carmelo Artiles. Il abandonne son poste en 1991.
Candidat sur la liste de Juan Rodríguez Doreste lors des municipales de 1983 à Las Palmas, il n'est pas immédiatement élu mais fait son entrée au conseil municipal en janvier 1985 et devient, à 23 ans, le plus jeune conseiller de la ville. Il exerce alors les fonctions de conseiller à l'Éducation et aux Services sociaux jusqu'à la fin de la mandature. Réélu en 1987, il siège sur les bancs de l'opposition avant de devenir, deux ans plus tard, le porte-parole socialiste et le conseiller délégué aux Sports, au Carnaval et aux Fêtes après l'investiture d'Emilio Mayoral au poste de premier édile. Entre 1989 et 1993, il fait partie de la direction de Jerónimo Saavedra au poste de secrétaire à la Participation citoyenne et à la Formation de la commission exécutive régionale du PSC-PSOE. Toujours membre du conseil municipal, il est élu secrétaire général des socialistes de Las Palmas de Gran Canaria en 1995.

### Abandon de la vie politique
En 1998, en prévision des élections locales de juin 1999, il est élu candidat socialiste à la mairie de Las Palmas de Gran Canaria au moyen de primaires. Avec 24 177 voix et 14,79 % des suffrages exprimés, il est largement battu par le maire conservateur sortant José Manuel Soria qui remporte une majorité absolue de 57,54 % des voix et 19 des 29 mandats du conseil municipal. Il devient alors porte-parole du groupe socialiste d'opposition.
En octobre 2000, alors âgé de 38 ans, il démissionne de toutes ses responsabilités électives et organiques afin d'exercer dans le privé. De cette date jusqu'à 2002, il travaille comme directeur gérant dans une entreprise canarienne de communication puis, entre 2002 et 2004, comme directeur de production dans une entreprise régionale liée à l'environnement. De 2004 à 2009, il occupe le même poste dans une entreprise de tri des déchets et d'activités administratives.

### Retour sur la scène politique
Contacté par le secrétaire général du Parti socialiste canarien-PSOE, Juan Fernando López Aguilar, il fait son retour sur la scène politique régionale en novembre 2008 en étant nommé secrétaire à l'Action électorale de la commission exécutive du PSC-PSOE. En décembre suivant, il est lui-même élu secrétaire général du groupement socialiste de Las Palmas de Gran Canaria, ; le plus important groupement des îles Canaries.
En avril 2009, il est nommé porte-parole de l'exécutif municipal et directeur du département de la Présidence par le maire socialiste de Las Palmas Jerónimo Saavedra. Candidat lors des élections locales de mai 2011, il retrouve un siège au conseil de la ville et son poste de porte-parole municipal. Il démissionne en février 2013 afin de se concentrer sur son mandat parlementaire.

### Député au Congrès
Lors des élections générales de novembre 2011, il remplace López Aguilar comme tête de liste du parti dans la circonscription de Las Palmas. Sa liste reçoit le soutien de 123 486 électeurs et 26,16 % des suffrages exprimés, lui donnant deux mandats sur les huit à pourvoir dans la circonscription. Élu au Congrès des députés avec sa collègue Pilar Grande, il est membre de la commission de l'Intérieur et de la commission bicamérale chargée des Relations avec le Tribunal des comptes. Il est le porte-parole de son groupe à la commission de l'Industrie, de l'Énergie et du Tourisme.
En vue des élections législatives de décembre 2015, il forge une alliance avec le parti nationaliste de centre gauche Nouvelles Canaries (NC). Réélu au Congrès, il est choisi comme président de la commission de la Santé et des Services sociaux au détriment de la commission de l'Industrie, de l'Énergie et du Tourisme dont il n'est plus qu'un simple membre. Inscrit à la commission de l'Équipement, il intègre la députation permanente à titre supplétif. Il conserve son mandat lors du scrutin anticipé juin 2016 mais perd la présidence de sa commission où il est remplacé par Patxi López. Il est cependant choisi comme porte-parole de la nouvelle commission de l'Énergie, du Tourisme et du Numérique. À partir d'avril 2018, il occupe les mêmes responsabilités à la commission d'enquête relative à l'accident du vol 5022 Spanair.
Il est élu secrétaire général du PSOE de Grande Canarie en octobre 2017,.

### Au gouvernement des Canaries
Peu après l'annonce de la célébration d'élections anticipées pour le 28 avril 2019, il choisit de ne pas postuler à un nouveau mandat national et de concourir aux primaires visant à désigner le candidat tête de liste dans la circonscription de Grande Canarie en vue des élections au Parlement des Canaries du 26 mai suivant. Sa liste arrive en tête du scrutin et remporte cinq sièges sur les 15 en jeu. Élu au Parlement des Canaries, il est ensuite choisi comme porte-parole du groupe parlementaire socialiste en remplacement de Dolores Corujo, devenue présidente du Cabildo insulaire de Lanzarote. Il cède ses fonctions à Nayra Alemán en juillet suivant, après sa nomination comme conseiller aux Travaux publics, aux Transports et au Logement au sein du nouveau gouvernement de gauche d'Ángel Víctor Torres.

### Vie privée
Il est divorcé.